# Cyclorana vagitus
Cyclorana vagitus és una espècie de granota que es troba a Austràlia Occidental (Austràlia).